# John Murphy (Radsportler)
John Murphy (* 15. Dezember 1984 in Jacksonville) ist ein US-amerikanischer Radrennfahrer.

## Karriere
Nachdem Murphy 2003 eine Etappe bei der Tour of Ohio gewonnen hatte, schloss er sich 2004 erstmals einem internationalen Radsportteam, der US-amerikanischen Mannschaft Jittery Joe’s, an. 2005 war Murphy auf dem zweiten Teilstück des Valley of the Sun Stage Race erfolgreich. Im Jahr 2008 konnte Murphy als Mitglied des Health Net-Maxxis die Gesamtwertung der Tour de Taiwan für sich entscheiden. In den Jahren 2010 und 2011 fuhr er für das BMC Racing Team und bestritt u. a. den Giro d’Italia 2010, konnte das Rennen jedoch nicht beenden. Murphy gewann zahlreiche Rennen des Kalenders des US-Radsportverbands, darunter in den Jahren 2009 und 2014 die Kriteriumsmeisterschaft. 2016 gewann er je eine Etappe der Herald Sun Tour und der Tour de Langkawi.

## Erfolge
2008
- Gesamtwertung Tour de Taiwan

2009
- US-amerikanischer Meister – Kriterium

2014
- US-amerikanischer Meister – Kriterium

2015
- zwei Etappen Joe Martin Stage Race
- eine Etappe USA Pro Challenge

2016
- eine Etappe Herald Sun Tour
- eine Etappe Tour de Langkawi

2017
- White Sport / Delta Road Race
- eine Etappe Tour of Utah
- eine Etappe Colorado Classic

2018
- eine Etappe Circuit des Ardennes

## Teams
- 2004 Jittery Joe’s

- 2006 Health Net-Maxxis (ab 8. Oktober)
- 2007 Health Net-Maxxis
- 2008 Health Net-Maxxis
- 2009 OUCH-Maxxis
- 2010 BMC Racing Team
- 2011 BMC Racing Team
- 2012 Kenda-5-Hour Energy Cycling Team
- 2013 UnitedHealthcare Pro Cycling Team
- 2014 UnitedHealthcare Professional Cycling Team
- 2015 UnitedHealthcare Professional Cycling Team
- 2016 UnitedHealthcare Professional Cycling Team
- 2017 Holowesko-Citadel Racing Team
- 2018 Holowesko | Citadel p/b Araphaoe Resources